# انسان طاغی
انسان طاغی (به فرانسوی: L'Homme révolté) کتاب-مقاله‌ای است از آلبر کامو در سال ۱۹۵۱ که به هر دو جنبهٔ متافیزیکی و تاریخی توسعهٔ طغیان و انقلاب در جوامع، به خصوص اروپای غربی، می‌پردازد. کامو نویسندگان و هنرمندان گوناگونی چون اپیکور و لوکرتیوس، مارکی دوساد، گئورگ ویلهلم فریدریش هگل، فیودور داستایفسکی، فریدریش نیچه، ماکس اشتیرنر، آندره بروتون و دیگران را در یک دیدگاه یکپارچهٔ تاریخی به انسان در حال طغیان مربوط می‌کند که ممکن است در قاب‌های فردی و اجتماعی به صورت یک پدیدهٔ واحد به نظر برسد. کامو چندین عامل پادفرهنگ و جنبش را در تاریخ اندیشه و هنر غرب می‌آزماید و اهمیت هریک در توسعه کلی تفکر انقلابی و فلسفه را.
این کتاب با عنوان «انسان طاغی» توسط مهبد ایرانی طلب و با عنوان «عصیانگر» توسط مهستی بحرینی به فارسی ترجمه شده‌است.